# 健康維護組織
在美國，健康維護組織（英語：Health maintenance organization，HMO）是一種透過向會員收取固定年費，而提供醫療衛生服務的醫療保險組織。這種組織用預收費用的方式，與醫療衛生提供者（例如醫院，醫生等）協調，為醫療保險計劃、自籌資金醫療保險計畫、個人、和其他實體提供或者是安排管理式醫療護理。 美國的《1973年健康維護組織法》要求國內擁有25名或以上僱員的雇主，如果他們有提供傳統的醫療保險，則必須也把經過聯邦認證過的HMO包含在醫療保險的選擇之中。，HMO的醫療服務實際是由醫生和其他醫事人員所提供（這些機構/人員按照合同中的指南以及限制來服務患者，他們得到的回報是有穩定的客戶來源），HMO與傳統的賠償式醫療保險並不相同。無論HMO與醫療衛生提供者訂立的合同內容為何，一定會把急診室服務的覆蓋包含在內。

## 運作
HMO通常會要求加入者選擇一位初級照護的醫生（也稱為基層醫療醫師，PCP），PCP的角色是位守門人，負責安排患者取得醫療服務（但也不必然是如此）。PCP通常是內科醫生、小兒科醫生、家庭醫學醫生、老人醫學醫生、或一般科醫師。除急診外，患者需要經由PCP的轉診才能去看專科醫生或是其他醫生，同時根據HMO指南，除非有必要，守門人不會授權轉診。一些HMO支付給PCP的方式，是按照PCP為患者提供服務的次數乘上預先設定好費率（按服務收費，FFS），而支付給專科醫生的方式是用論人計酬支付的方式（即不論專科醫生為患者執行哪種醫療程序，HMO只支付固定的費用），而其他的HMO則採用恰好相反的支付方式。
HMO提供兩種取得醫療服務的方式-開放式選擇（open-access）計劃和服務點醫療保險計劃（POS，是一種必須選擇一位初級照護醫生作為守門人的計劃）。使用開放式選擇，加入者不需取得守門人的推薦即可去看專科醫生（患者的自負額和共付額會比較高）。如果使用守門人的推薦而用網絡外的醫生，HMO同意的費用報銷率會比使用網絡內的醫生低一點。HMO還利用使用狀況管理系統來做審查。意思就是他們會監測醫生，查看他們為患者提供的服務，與其他醫生作比較。HMO常以較低的共付額，或是免費來提供預防性護理，避免會員染上可預防的疾病，因為治病比預防的花費更多。HMO通常會涵蓋預防性服務，例如免疫接種、嬰兒健康檢查、乳房X光檢查、或是健康檢查
，傳統的賠償性保險涵蓋的預防性服務則相對有限。也正是這種組織的宗旨是維護會員的健康，才會獲得健康維護組織（HMO）的稱號。對於例如心理健康的門診，它們只提供有限的服務，而對於更昂貴的護理、診斷、或是治療，則未涵蓋。
不必要的化驗治療和自選服務（例如整形外科手術）也幾乎未涵蓋。
管理式護理另外包含的項目有：病例管理（這種管理方式也包括管理災難性、大型理賠、助產、以及移診護理的案例 ），或疾病管理（辨識出某些慢性病，如糖尿病、哮喘、或是某些形式的癌症）。遇到這兩種情況，HMO都需要加強對患者的護理，指派一名案例管理員負責一名患者（或是一組患者），以確保患者不會受到重疊的護理，並確保患者受到適當的治療，免得情況會惡化到無法處理的程度。

## 成本控制
企業為了獲得所謂醫療保險成本控制的好處，而競相尋求採用HMO的模式，但有些研究顯示，私人的HMO計劃與非HMO的醫療保險計劃相比，所能達成的節省並不一定可觀。雖然消費者的自付費用會減少，以及某些因素得到控制，但在採用這種計劃之後，保險公司的總支出並未減少。可能原因是消費者會因為他們自己的支出減少，而提高使用率。有人堅稱HMO（尤其是那些營利型的HMO）的營運成本實際上是增加的，而且它們偏好吸收身體較健康的人加入，以便降低成本。

## 歷史
美國在1970年代之前已有某種形式的"管理式護理"組織存在，但HMO的出現主要是來自美國總統理查·尼克森和他的朋友埃德加·凱撒的影響。 1971年2月17日，尼克森總統在白宮參與討論後表示支持HMO的基本理念，當時白宮顧問约翰·埃利希曼的說法竟是："所有HMO的激勵措施都是用來減少醫療服務，因為提供的越少，那些人（HMO）就可賺更多的錢。" 凱撒醫院認為埃利希曼的說法是"二手傳言，前後不連貫"，並提出當天在白宮討論時，凱撒醫院給埃利希曼和其他人的書面簡報資料作為佐證。
最早的HMO模式在一些預付費用的醫療計劃中都可看到。1910年，在塔科馬 (華盛頓州)市的西部診所提供某些醫療服務給木材廠老闆以及僱員，每個人每月需繳納0.50美元的費用。有人認為這是HMO的第一個案例。但是，在1929年成立的Ross-Loos Medical Group被認為才是美國的第一家HMO。Ross-Loos Medical Group的總部位於洛杉磯，最初為洛杉磯水電局（DWP）和洛杉磯郡政府員工提供服務。當時DWP有200名員工加入，每人每月費用為1.50美元。一年之內，洛杉磯消防局加入，之後洛杉磯警察局也加入，然後是南加州電話公司（Southern California Telephone Company，即現在的AT&T）等等加入。到1951年，加入人數已達35,000人，還包括有教師，郡及市政府的員工。Ross-Loos Medical Group在1980年被北美保險公司（INA，成立於1792年）併購，1982年，北美保險公司和康乃狄克州通用公司（CG，成立於1865年）兩家合併，成為信諾保險集團（CIGNA）。在1929年，醫師邁克爾·沙迪德在埃爾克市（俄克拉荷馬州）創立一項醫療計劃，由農民每人以50美元的價格購買股份，籌集到的資金用來建立醫院。醫界並不喜歡這種安排，威脅要吊銷沙迪德的執照，這家醫院和醫療計劃在1934年由美國農民及農場相互保險公司（American Farmers & Ranchers Mutual Insurance Company）接手。同樣在1929年，德克薩斯州貝勒大學醫學中心的前身貝勒醫院（Baylor Hospital）為大約1,500名教師提供預付費用的醫療護理，這是藍十字協會的起源。1938和1939年，因為當時的藍十字協會僅涵蓋住院服務，由加利福尼亞州醫療協會制定藍盾計劃用以涵蓋醫師服務，這兩個協會在1982年合組成立藍十字藍盾協會。這些預付費計劃在1929年到1933年的經濟大蕭條時期迅速發展，成為確保醫療衛生服務者擁有持續和穩定收入的經營模式。
到1970年，HMO的數目減少，只剩不足40家。常被人稱為"HMO之父"的Paul M. Ellwood, Jr開始與今日的美國衛生與公共服務部的前身商討，然後促成《1973年健康維護組織法》的通過。這項法案有三個主要的規定：
- 提供贈款和貸款，用來規劃、啟動、或者是擴展HMO
- 對於獲得聯邦認證的HMO，那些個別州對HMO的某些限制將被取消
- 擁有25名或以上僱員的企業雇主，在提供傳統醫療保險的選項之外，被要求加入有聯邦認證的HMO作為選項。

上述三項中的最後一項被稱為雙重選擇規定，是最重要的規定，促使HMO能進入過去常被封鎖住的雇主提供醫療保險市場（一個相當重要的市場），但是聯邦政府在發布法規和認證計劃方面一直進度緩慢，HMO直到1977年才算開始迅速發展。這項雙重選擇規定於1995年到期失效。
1971年，由美國衛生與公共服務部部長艾略特·理查德森徵召的醫學博士戈登·麥克勞德，開發出美國第一個聯邦層級的健康維持組織（HMO）計劃，並擔任這所HMO的負責人。

## 類型
HMO有好幾種形式。如今大多數的HMO並不能被歸類為一種單一類型。他們擁有多個部門，每個部門都依據不同的模式運作，或是融合兩個或多個模式來運作。在職員型模式（staff model）中，醫生是HMO僱用的受薪階級，他們在HMO的所在處有辦公室。這是一種封閉式的HMO，受僱的醫生醫生只能為HMO的會員服務。這類型的HMO在以往很普遍，但目前已經少見。而在小組型模式（group model），HMO並不直接僱用醫師，而是HMO與各綜合專科醫師小組簽訂服務合同。僱用醫生的是這些個別小組。HMO本身可建立類似的小組，同時僅提供服務給HMO的會員（稱為"自保模式"（captive group model））。凱撒醫院是經營這種自保模式HMO的一個例子，而非一般人所認為的職員型模式。HMO還可以與獨立的醫生合作組織簽約合作（"獨立小組模式"），這個組織仍會繼續他們既有的業務（為非HMO患者提供治療）。小組型模式的HMO也被視為是封閉式的，參加的醫生必須是小組的成員-而HMO小組並不接受其他醫生加入。
如果醫生尚未加入醫生合作組織，他們可以與獨立執業醫師協會（IPA）簽約，再由後者與HMO簽約。此模式是開放式HMO中的一個例子，醫生可在自己的辦公室，也為非HMO會員服務。
在網絡型模式（network model），HMO會與各綜合專科醫師小組、獨立執業醫事協會、以及個別醫生（三個中任何組合均可）簽約。自1990年以來，大多數由管理式護理機構管理的HMO（而這些HMO的實際擁有者是例如優先服務組織（PPO）、服務點醫療保險計劃（POS）、或是傳統賠償式醫療保險公司），都用網絡型模式來運作。

## 法規
美國的HMO受到各州和聯邦的兩級監管。它們的成立是根據各州頒發的授權證書（certificate of authority ，COA），而非保險公司的執照。州和聯邦監管機構還會發布命令，或是要求，要HMO提供特定的服務項目。全國保險專員協會在1972年通過《HMO示範法》，目的是為各州提供一種架構範本，用於HMO申請的核准事項，同時也用來監管HMO。

## 法律責任
HMO在提供服務時有諸多限制的條件，會產生負面的公眾形象。HMO經常受到法律告訴，聲稱那些限制條件阻擋患者獲得必要的護理。HMO是否該為醫師的過失負責，部分取決於HMO僱用醫療衛生提供者的過程。
如果HMO因提供者符合某種資格，未加詳查就與之簽訂合同，然後推薦給會員，則法院可能會判定HMO負有責任，就像醫院會因在選擇醫師時發生過失，而需承擔責任一樣。但是，HMO通常不會受到醫療事故訴訟的波及。《1974年僱員退休所得安全法》（ERISA）也可被引用來豁免過失訴訟。在這種情況下的豁免，取決於損害是由醫療計劃的管理者，或是醫療衛生提供者的行為所造成。 ERISA對由獨立第三方醫療衛生提供者對HMO所提出違約或是違反州法律的指控，不會給予豁免，或者是給予保護。

## 外部連結
- Health Maintenance Organisations in Nigeria: Place of Marketing （页面存档备份，存于）
- The high costs of for-profit care （页面存档备份，存于） - an article that includes references to the excesses of HMO Chief Executive Officer pay in the U.S.
- Physician Salaries in USA （页面存档备份，存于） - A Snapshot